# デラーズ紛争
デラーズ紛争（デラーズふんそう）は、OVA『機動戦士ガンダム0083 STARDUST MEMORY』において描かれた架空の紛争の名称。地球連邦軍とジオン公国軍の残党であるデラーズ・フリートによって戦われた。

## 背景
全ての始まりは一年戦争後の宇宙世紀0081年10月20日に極秘に開発がスタートした「ガンダム開発計画」である。この計画がいかなる経路によりジオン公国軍残党であるデラーズ・フリート側に漏洩したかは不明であるが、一年戦争時の南極条約に明白に違反するモビルスーツの核武装という脅威も引き金の一つと考えられる。なお、ガンダム開発計画の実質的な主任だったニナ・パープルトンと、デラーズ・フリートのアナベル・ガトーには交際事実はあったものの、ガトー自身が本計画をデラーズから聞かされたのはガトーがデラーズ・フリートに復帰した後である。

## 経過

### 星の屑作戦発動
宇宙世紀0083年7月30日、エギーユ・デラーズは核兵器を搭載した新型ガンダムの奪取、それを用いた観艦式襲撃、北米穀倉地帯へのコロニー落としからなる「星の屑作戦」を立案する。
宇宙世紀0083年10月13日、ガンダムの試作機2機を搭載した強襲揚陸艦アルビオンが連邦軍トリントン基地に到着。翌日の運用試験のためガンダム試作2号機（以下2号機）に核弾頭が搭載される。これらの情報は筒抜けとなっており、アナハイムの社員として潜入させていたスパイの手引きによってアナベル・ガトーが基地を急襲し2号機を強奪する。その場に居合わせたテストパイロットのコウ・ウラキはガンダム試作1号機（以下1号機）で阻止しようとするが、ガトーの技量の前には及ばず彼の脱出を許してしまう。

### 2号機追撃
直ちにサウス・バニング率いる追撃部隊が編成され、ガンダム強奪の際に受けた攻撃で正規兵も多く失われていたことから、テストパイロットのコウたちも追撃に参加した。部隊は海岸で2号機を搭載したコムサイIIを発見し撃破するが、その爆発寸前に2号機は脱出した。部隊はさらにこれを追うが、2号機は出迎えに来た友軍の回収艇に乗って逃亡する。
10月14日、ガンダム開発計画の最高責任者であるジョン・コーウェン中将からアルビオンに対し2号機の奪還命令が下される。補給物資と補充人員を受領したアルビオンは2号機が逃亡したアフリカ大陸へと進路を取るが、有力な手がかりは得られないままであった。一方、ガトーと2号機は公国軍残党の拠点であるアフリカのキンバライド基地へ到着し、HLVによって宇宙へ脱出する手はずを整えていた。

### キンバライド基地戦
10月23日、アルビオンにスパイが潜入していたことが発覚する。艦長のエイパー・シナプスはあえてスパイを脱出させ、その逃亡経路を手がかりに敵基地の位置を探る。2号機を載せてHLV打ち上げを控えた基地では司令のノイエン・ビッター少将が基地の位置の露呈を防ぐためにスパイの乗機の撃墜と陽動を指示、アルビオンの攻撃部隊は陽動に惑わされ包囲されたものの、コウの活躍により突破する。攻撃を潜り抜けてキンバライド基地を射程内に捉えたアルビオンの目前でHLVは発射され、咄嗟に上昇するHLVを狙撃するも失敗する。防御が手薄になっていたアルビオンはビッターらのザクIIF2型（小説版ではザクIIS型、漫画『0083 REBELLION』ではアッザム・リペア)による最後の攻撃を受け艦橋を狙われるが、間一髪のところでコウがビッター機を狙撃し攻撃を回避する。持てるMSと司令を一挙に失ったキンバライド基地は事前のビッターの指示により降伏した。軌道上に到達したHLVはデラーズ・フリートの巡洋艦ペール・ギュントに回収され、拠点である「茨の園」へ向かった。

### アルビオン、宇宙へ移動
核を持つ2号機が宇宙に上がったことでジャブローへの脅威が減ったと認識した軍司令部は、途端に追撃の手を緩めてしまう。アルビオンは暗礁宙域の探索を開始するが、その応援に差し向けられたのはサラミス改級巡洋艦2隻のみであった。茨の園ではアルビオン艦隊の接近を察知しており、デラーズは迎撃を指示した。デラーズ・フリートに合流して間もないシーマ・ガラハウ中佐の率いる艦隊がその任に就き、シーマはサラミス改級巡洋艦2隻を撃沈、1号機も大破させたが、怪我をおして出撃してきたバニングの攻撃に阻まれて撤退する。

### デラーズ・フリートの宣戦布告
アルビオン艦隊とシーマ艦隊の交戦の最中にデラーズは電波ジャックを行い、地球圏全域に核兵器を搭載した2号機の存在を暴露、一年戦争の終戦協定は「売国奴による偽りのものである」と主張し改めて地球連邦に対して宣戦を布告した。

### フォン・ブラウン
補給および大破した1号機の修理と宇宙仕様への換装を行うためアルビオンは月面都市フォン・ブラウンへ入港する。1号機を大破させた責任を感じたコウは艦から離れてしまう。街をさまよっていたコウは元ジオンの兵士ケリィ・レズナーと出会い、彼のMAヴァル・ヴァロの修理を手伝うこととなった。同じ頃シーマもフォン・ブラウンに潜入し、かねてから裏取引を行っていたアナハイムのオサリバンと密談した。続いてシーマはケリィとも接触しMAと共にデラーズ・フリートへの参加を持ちかけるが、後にケリィの元を訪れたシーマの部下の失言によってMAだけを必要とされていることを知ったケリィは単独で出撃する。ケリィとの出会いで立ち直ったコウは部隊に復帰、改修を終えた1号機に乗ってヴァル・ヴァロと月面で交戦し、これを撃破する。

### ルンガ沖砲撃戦
11月4日、アルビオンはフォン・ブラウンを出港し、次の攻撃目標と予想される観艦式が行われるコンペイトウへ向かった。11月5日、コンペイトウヘ向かうアルビオン艦隊は所属不明のパプア級補給艦を発見し臨検を行おうとするが、後方から現れたチベ級重巡洋艦の攻撃を受ける。攻撃の影響で一時的にモビルスーツの出撃ができなくなったアルビオンは砲撃戦を行い、敵艦を撃沈した。

### ワイアットとシーマの接触
11月8日、グリーン・ワイアット大将が座乗する戦艦バーミンガムは極秘にシーマ艦隊との接触を図っていた。ワイアットはシーマとの裏取引で星の屑作戦の全容を記した機密文書を入手しようとしていたが、付近を索敵していたアルビオンがMS部隊を発進させたことにより取引は中止、交戦状態に入る。バニングはシーマのMS部隊との戦闘中に宙を漂っていた機密文書を拾いあげ、戦闘後にその内容の確認にとりかかった瞬間、戦闘中に受けた小さな損傷が彼の機体全体に波及し爆散しバニングは死亡。機密文書は失われたため、星の屑作戦の情報が外部に知られることは無かった。

### 観艦式襲撃
11月10日、コンペイトウ宙域にて挙行された観艦式に集結した艦隊に対して、ジオン残党およびデラーズ・フリートの少数部隊の散発的な陽動と、友軍の奮闘によりコンペイトウへ単機でたどり着くことに成功した2号機が搭載していた核兵器を使用。連邦軍宇宙艦隊は3分の2以上が航行不能となる未曾有の被害を受ける。宙域を離脱しようとしていた2号機を1号機が発見、交戦におよび、相打ちとなり双方の機体が大破する。双方のパイロットが脱出したのち、両機は絡み合ったまま爆散し失われる。

### コロニー強奪
観艦式襲撃とほぼ同じ頃、シーマ艦隊が移送中のコロニー2基を襲撃しこれを強奪する。シーマ艦隊は事前の作戦計画通り、コロニー同士を衝突させて、その反動でそのうちの1基を月への落下軌道に投入した。連邦軍は残存艦艇を再編し、コロニー迎撃に向かう。デラーズ・フリートは月へのコロニー落としを示唆して連邦に要求を突きつけた。連邦上層部はコロニー落としの阻止を可能と判断して要求を拒否したものの、アクシズ先遣艦隊の滞在については中立を前提として期限付きで容認した。

### コロニーの軌道変更
1号機を失ったアルビオンはガンダム試作3号機（以下3号機）を受領すべくラビアンローズへ向かうが、ここでコロニー追撃任務を解かれる。月への落下軌道にあったコロニーは、事前の裏取引によりアナハイムから発射された推進用レーザーの照射をうけて推進剤に点火、地球落着軌道に遷移する。これを追撃していた地球連邦の艦隊の大半の艦は推進剤不足に陥って航行不能となった。現状で事態に対処できるのはアルビオン以外にないと判断したシナプスは独断で3号機の接収を行い、コロニー落下阻止へ向かった。

### コロニー攻防戦
11月12日、3号機はコロニーへの突破口を開くべく単機でデラーズ・フリートと交戦、さらにアクシズ先遣艦隊よりデラーズ・フリートに譲渡されたMAノイエ・ジールとも交戦するが、両者とも攻め手を欠いて後退する。コロニーが「阻止限界点」を超えて地球落下が迫る中、シーマとの裏取引により星の屑作戦の目標がジャブローでないことを知った連邦軍のコリニー派は事態を利用するべくコーウェンを更迭、切り札のソーラ・システムIIでコロニーを破壊しこの局面を打開することで自らの発言力を高めようとした。一方、シーマはデラーズ・フリートの旗艦グワデンのブリッジを占拠し、デラーズの身柄を手土産に艦隊ごと連邦へ寝返ろうとしていた。各々の策謀が絡む中、連邦、デラーズ・フリートの双方で停戦命令が出され戦闘が中止されるが、グワデンに駆けつけたガトーに対してデラーズは作戦続行を命令、これに激怒したシーマはデラーズを射殺し、グワデンから脱出する。
ガトーは残存勢力を率いてソーラ・システムIIの破壊に向かい、連邦軍の軌道艦隊と交戦となる。コロニー破壊に焦ったバスク・オムの命令により完全に準備が整わず、またガトーはコロニーへの太陽光照射が始まった直後にコントロール艦の破壊に成功する。このため十分な熱量を与えることができず、コロニーはほぼ原型を保ったまま落下を続け、進路上にあったソーラ・システムIIと激突し、これを大破させる。ガトーを追うコウは連邦軍艦隊とシーマ艦隊、デラーズ・フリートが入り乱れる宙域に突入し、シーマ艦隊と交戦、シーマ艦隊の艦船とシーマの搭乗するガーベラ・テトラを撃破する。

### 3人の対峙
コウの追跡を無視して落下するコロニーに到達したガトーはコロニーのコントロール室に向かい、最終的な軌道調整に入った。そこにアルビオンから抜け出していたニナが現れ、ガトーを説得し軌道調整を止めようとする。遅れて到着したコウがガトーに発砲するが、軌道調整を発動するレバーは引かれた後だった。傷を負ったガトーにとどめを刺そうとするコウに対し、ニナが発砲してこれを阻止しガトーを連れてその場を立ち去った。コロニーを脱出したガトーはニナを部下のカリウスに托し、自身はコウとの決着をつけるため彼の元に向かった。一方のコウは、ニナがこれまでと態度を一変させてガトーに肩入れすることに混乱しつつ自身もコロニーを脱出する。

### コウとガトーの対決
アルビオンに帰還しようとしていたコウの前にガトーが立ちはだかる。戦いは格闘戦となり、ノイエ・ジールがアームで3号機を拘束して止めを刺そうとした刹那、コロニー破壊に失敗したバスクが私怨を晴らすため射線上にいた味方艦隊ごと敵残存艦隊に再度のソーラ・システムIIの照射を強行した。これに巻き込まれた3号機とノイエ・ジールは大破したが、ガトーはコロニーの北米大陸への落下を見届けると3号機を解放して離脱、友軍の脱出路を切り拓くために連邦軍の戦艦に特攻し戦死する。11月13日午前1時19分、戦闘は終結した。

## 紛争終結後

### デラーズ・フリート残党の行方
アクシズ先遣艦隊に回収されたデラーズ・フリート残党はハマーン・カーン指揮下のアクシズへ合流している。また、オメガなる人物を中心とした一部の者は火星へ逃亡、レジオンの発足の基礎となる。

### 軍事裁判
11月23日、デラーズ紛争に関する軍事裁判が開廷し、アルビオン艦長シナプス大佐はラビアンローズでの抗命・ガンダム試作3号機強奪と独断行動について、コウ・ウラキ少尉は3号機の無断出撃について追及された。事件の全責任を押しつけられる形で処罰が下されたシナプスには極刑が下され直ちに執行、コウには懲役1年が宣告された。

### ティターンズ結成
12月4日、ジャミトフ・ハイマン准将の提唱により、ジオン公国軍の残党狩りを目的とした特殊部隊ティターンズが結成された。激戦を生き延びたアルビオン隊のクルーの多くもティターンズに編入されることとなった。

### アナハイム社のオサリバン常務の死
ティターンズ結成と同日、月面のフォン・ブラウン支社においてオサリバン常務の変死体が発見される。頭部を銃で撃ち抜かれており手元に拳銃があったことから公式には「自殺」として処理される。

### ガンダム開発計画抹消
事件の発端を辿ると南極条約で禁止されている核兵器を搭載していた試作2号機を地球連邦軍が開発していたことが原因であるという結論に行き着くため、真相の発覚を恐れた地球連邦軍上層部の意向により0084年3月10日に試作1号機から3号機までの存在自体を公式記録から完全に抹消して歴史の闇に葬り去った。更にこれら一連の事件はコロニー移送中の「事故」として処理された。これに伴い、コウの罪状も軽減されることとなった。
事件は巧妙に隠蔽されたが一方で連邦軍も完全に情報を抹消できず、この一連の騒動で得られたMSのノウハウは後年のグリプス戦役のMSに生かされることになる。

### 紛争後の遺恨
観艦式襲撃は、上記の様に大部分の兵力、艦隊を喪失する結果となったが、それでも少なくない残存艦隊を保有していた。しかし、それらの全てが行方不明として処理されてしまっている。同時期、連邦の体制に波紋を投げかける宇宙軍派閥『シン・フェデラル』が頭角を現し始める。彼らは一説には、観艦式の生き残りによって結成された兵士たちによる抗議団体が軍事力を経て肥大化したものと言われているが、真相は明らかにされていない。